# Cyrtonops insularis
Cyrtonops insularis är en skalbaggsart som beskrevs av Jean François Villiers 1958. Cyrtonops insularis ingår i släktet Cyrtonops och familjen långhorningar. Inga underarter finns listade i Catalogue of Life.